# 拉托河

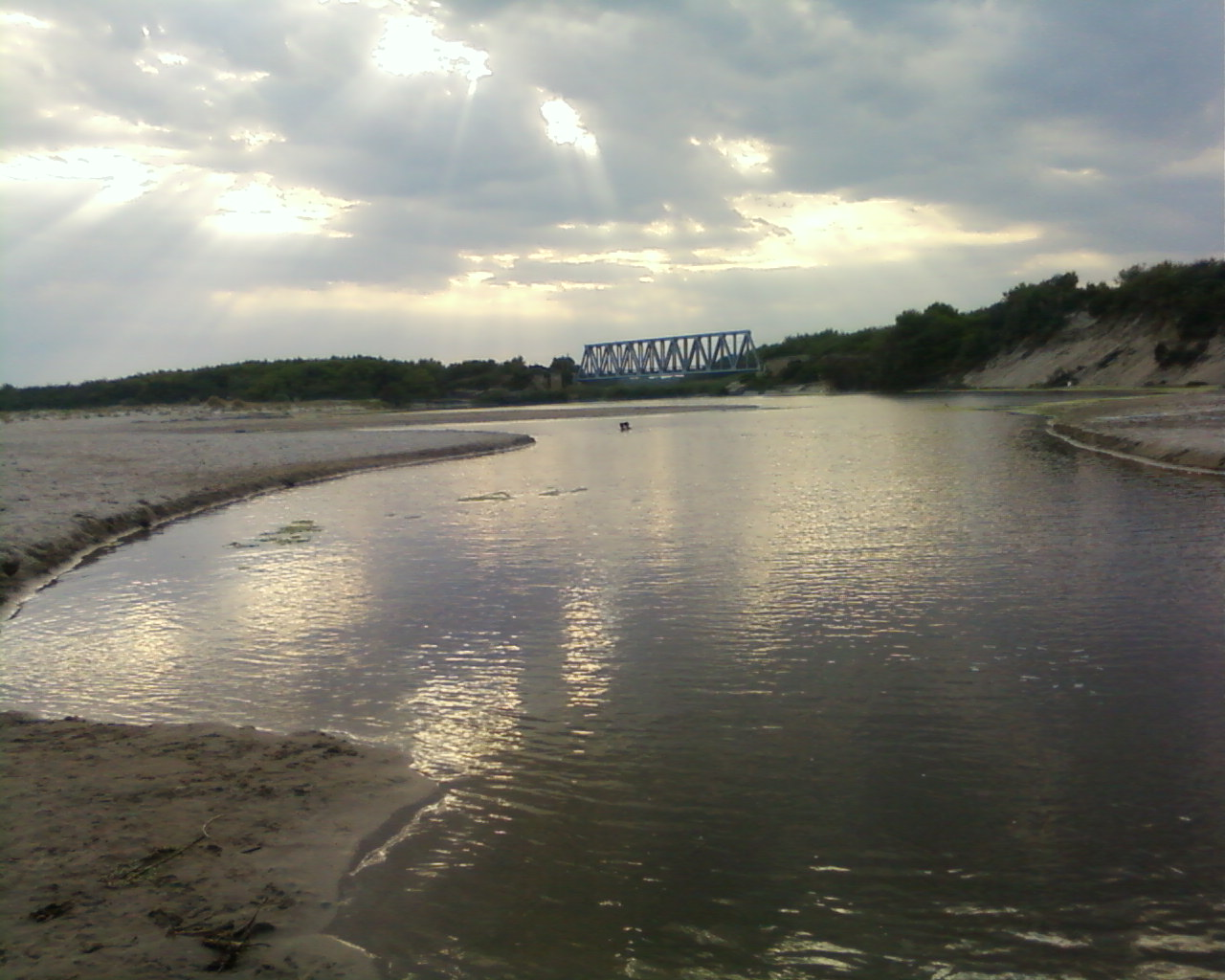
Fiume Lato

拉托河是意大利的河流，位於該國東南部塔蘭托省，河道全長5公里，發源自拉泰爾扎，最終注入塔蘭托灣，有紅冠水雞、普通秧雞、寬尾樹鶯、鴨、鷺等。
40°30′N 16°59′E / 40.500°N 16.983°E